# Himilcó (presoner 206 aC)
Himilcó (en púnic, 𐤇𐤌𐤋𐤊𐤕 ḥmlkt; en llatí: Himilco; en grec antic: Ἱμίλκων) va ser un general cartaginès de la Segona Guerra Púnica.
Himilcó dirigia la guarnició púnica a Càstulo l'any 206 aC, i, després de ser derrotat per Escipió, el cabdill local Cerdubel el va lliurar als romans.
Podria ser el mateix personatge que el senador de Cartago del partit barcí que, anys abans, el 216 aC, s'oposà a Hannó quan aquest no volgué enviar reforços a Hanníbal després de la batalla de Cannes (216 aC), i que fou enviat a Hispània per rellevar Hasdrúbal quan aquest marxà cap a Itàlia.